# Statuto di Westminster del 1931
Lo Statuto di Westminster del 1931 è una legge del Parlamento del Regno Unito che pone le basi per il rapporto tra i reami del Commonwealth e la Corona britannica.
Approvato l'11 dicembre 1931, lo statuto incrementò la sovranità e autonomia dei dominion (territori dell'Impero britannico dotati di autogoverno) dal Regno Unito. Inoltre li obbligava tutti a cercare l'approvazione reciproca per le modifiche ai titoli monarchici e alla linea di successione comune. Lo Statuto entrò in vigore immediatamente o dopo la ratifica. Divenne così un'incarnazione statutaria dei principi di uguaglianza e fedeltà comune alla Corona enunciati nella Dichiarazione Balfour del 1926. Lo Statuto, rimuovendo praticamente ogni autorità del Parlamento britannico di legiferare per i dominion, costituì il momento cruciale della definitiva trasformazione di questi ultimi in stati pienamente sovrani e indipendenti, pur restando essi ancor legati dal vincolo comune di fedeltà alla corona britannica.
Le sue versioni modificate sono ora legge nazionale in Australia e Canada; è stato abrogato in Nuova Zelanda ed implicitamente negli ex dominion che non sono più regni del Commonwealth.

## Applicazione
Lo Statuto di Westminster diede effetto ad alcune risoluzioni politiche approvate dalla Conferenza imperiale del 1926 e del 1930; in particolare, la Dichiarazione Balfour del 1926. L'effetto principale fu la rimozione della capacità del parlamento britannico di legiferare per i Dominion, parte della quale richiedeva anche l'abrogazione del Colonial Laws Validity Act 1865 nella sua applicazione ai Dominion. Il re Giorgio V espresse il desiderio che le leggi sulla successione reale fossero esentate dalle disposizioni dello statuto, ma venne stabilito che ciò sarebbe stato contrario ai principi di uguaglianza stabiliti nella Dichiarazione Balfour. Sia il Canada che lo Stato Libero d'Irlanda spinsero per la possibilità di modificare le stesse leggi sulla successione e la sezione 2(2) (che consentiva a un Dominion di modificare o abrogare leggi di forza suprema, come le leggi sulla successione, nella misura in cui fanno parte della legge di quel Dominion) venne inclusa nello Statuto di Westminster su insistenza del Canada. Dopo l'approvazione dello statuto, il parlamento britannico non poteva più fare leggi per i Dominion, se non con la richiesta e il consenso del governo di quel Dominion.
Lo statuto prevedeva all'art. 4:
All'art. 2, secondo comma, era previsto anche:
L'intero statuto si applicava al Dominion del Canada, allo Stato Libero d'Irlanda e all'Unione del Sudafrica senza la necessità di alcun atto di ratifica; i governi di quei paesi diedero il loro consenso all'applicazione della legge alle rispettive giurisdizioni. La sezione 10 dello statuto prevedeva che le sezioni da 2 a 6 si applicassero agli altri tre Dominion — Australia, Nuova Zelanda e Terranova – solo dopo che il rispettivo parlamento di quel Dominion avesse legiferato per adottarli.
Dal 1931, sono stati creati più di una dozzina di nuovi reami del Commonwealth, che ora detengono tutti gli stessi poteri di Regno Unito, Canada, Australia e Nuova Zelanda su questioni di cambiamento della monarchia, sebbene lo Statuto di Westminster non fa parte delle loro leggi. L'Irlanda e il Sud Africa sono ora repubbliche e Terranova fa ora parte del Canada come provincia.

### Australia

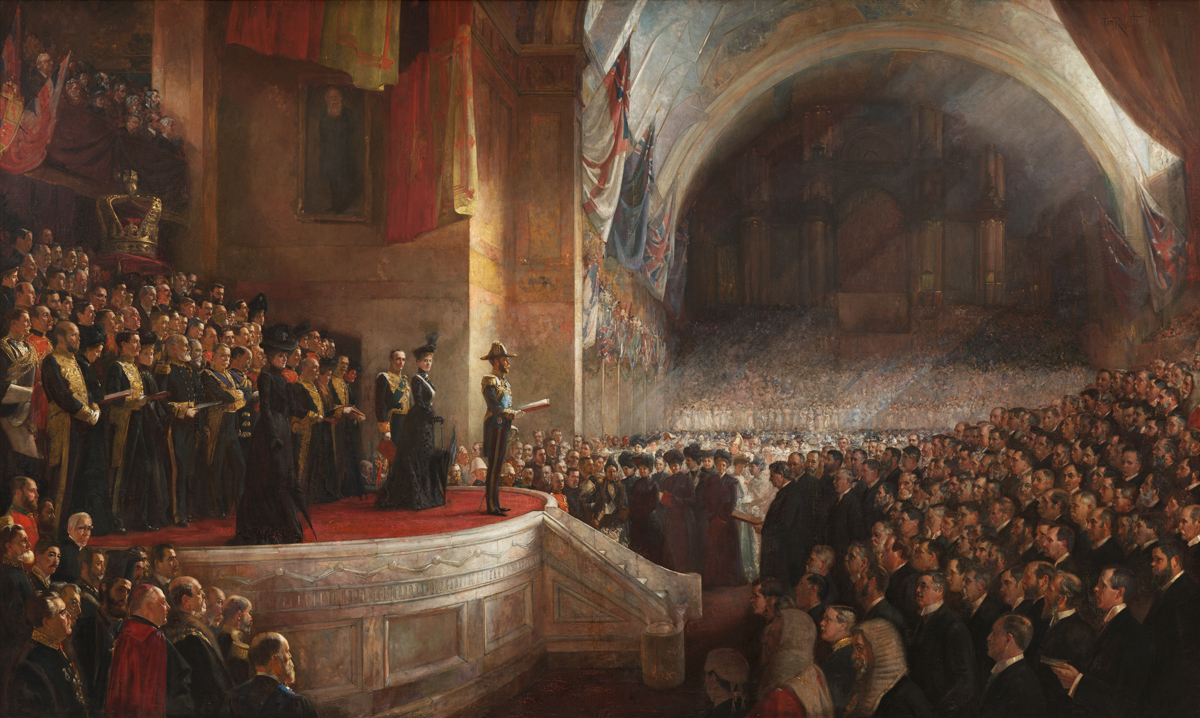
The Big Picture, apertura del Parlamento australiano, 9 maggio 1901, di Tom Roberts

L'Australia adottò le sezioni da 2 a 6 dello Statuto di Westminster con lo Statute of Westminster Adoption Act 1942, al fine di chiarire la validità di alcune leggi australiane relative alla seconda guerra mondiale; l'adozione venne retrodatata al 3 settembre 1939, data in cui Gran Bretagna e Australia entrarono in guerra.
L'adozione della sezione 2 dello statuto chiarì che il Parlamento australiano era in grado di legiferare in modo incoerente con la legislazione britannica, l'adozione della sezione 3 chiarì che poteva legiferare con effetto extraterritoriale. L'adozione della sezione 4 chiariva che la Gran Bretagna poteva legiferare con effetto sull'Australia nel suo insieme solo con la richiesta e il consenso dell'Australia.
Tuttavia, ai sensi della sezione 9 dello statuto, su questioni che non rientravano nel potere del Commonwealth, la Gran Bretagna avrebbe ancora potuto legiferare con effetto in tutti o in uno qualsiasi degli stati australiani, senza l'accordo del Commonwealth, sebbene solo nella misura della "prassi costituzionale esistente prima dell'inizio" dello statuto. Tuttavia, questa capacità non venne mai utilizzata. In particolare, non venne utilizzato per attuare il risultato del referendum sulla secessione dell'Australia occidentale del 1933, poiché non aveva il sostegno del governo australiano.
Tutto il potere britannico di legiferare con effetto in Australia terminò con l'Australia Act 1986, la cui versione britannica afferma che venne approvato con la richiesta e il consenso del Parlamento australiano, che aveva ottenuto il consenso dei parlamenti degli stati australiani.

### Canada
Questo statuto limitava l'autorità legislativa del parlamento britannico sul Canada, conferendo di fatto al paese l'autonomia legale come dominion autonomo, sebbene il parlamento britannico mantenesse il potere di modificare la costituzione del Canada su richiesta del Canada. Tale autorità rimase in vigore fino alla legge costituzionale del 1982, che la trasferì al Canada, ultimo passo per raggiungere la totale sovranità.
I British North America Acts — gli elementi scritti (nel 1931) della Costituzione canadese — vennero esclusi dall'applicazione dello statuto a causa di disaccordi tra le Provincie canadesi ed il governo federale su come i British North America Acts avrebbero potuto essere altrimenti modificati. Questi disaccordi vennero risolti in tempo solo per l'approvazione del Canada Act 1982, completando così il rimpatrio della costituzione canadese in Canada. A quel tempo, il parlamento canadese abrogò anche le sezioni 4 e 7 (1) dello Statuto di Westminster. Lo Statuto di Westminster rimane parte della costituzione del Canada in virtù della sezione 52(2)(b) della legge costituzionale del 1982.
Come conseguenza dell'adozione dello statuto, il Parlamento del Canada acquisì la capacità di abolire i ricorsi al Comitato giudiziario del Consiglio privato. I ricorsi penali vennero aboliti nel 1933, mentre i ricorsi civili continuarono fino al 1949. L'approvazione dello Statuto di Westminster ha fatto sì che i cambiamenti nella legislazione britannica che disciplinano la successione al trono non si applichino più automaticamente al Canada.

### Stato Libero d'Irlanda
Lo Stato Libero d'Irlanda non adottò mai formalmente lo Statuto di Westminster, il suo Consiglio esecutivo (governo) riteneva che il Trattato anglo-irlandese del 1921 avesse già posto fine al diritto di Westminster di legiferare per lo Stato Libero d'Irlanda. La Costituzione dello Stato Libero conferiva all'Oireachtas "l'unico ed esclusivo potere di legiferare". Quindi, anche prima del 1931, lo Stato Libero d'Irlanda non arrestò i disertori del British Army e della Royal Air Force sul suo territorio, anche se il Regno Unito riteneva che le leggi britanniche successive al 1922 dessero il diritto alla Garda Síochána dello Stato Libero il potere di farlo. L'Irish Free State Constitution Act 1922 del Regno Unito affermava, tuttavia, che "nulla nella Costituzione [dello Stato libero] deve essere interpretato come un pregiudizio al potere del Parlamento [britannico] di legiferare nell'interesse dello Stato Libero d'Irlanda in ogni caso in cui, in conformità con la prassi costituzionale, il Parlamento promulgherebbe leggi che interessano altri dominion autonomi".
Mozioni di approvazione del Rapporto della Conferenza del Commonwealth erano state approvate dal Dáil e dal Seanad nel maggio 1931 e la forma finale dello Statuto di Westminster includeva lo Stato Libero d'Irlanda tra i dominion per i quali il parlamento britannico non poteva legiferare senza la richiesta e il consenso del dominion. In origine, il governo del Regno Unito aveva voluto escludere dallo Statuto di Westminster la legislazione alla base del trattato del 1921, da cui era emersa la costituzione dello Stato Libero. Il presidente del Consiglio esecutivo (primo ministro) W. T. Cosgrave obiettò, pur promettendo che il Consiglio esecutivo non avrebbe modificato unilateralmente la legislazione. Gli altri dominion appoggiarono Cosgrave e, quando un emendamento con effetti simili venne proposto a Westminster da John Gretton, il parlamento lo respinse. Quando lo statuto divenne legge nel Regno Unito, Patrick McGilligan, il ministro degli Affari Esteri dello Stato Libero, dichiarò: "È una solenne dichiarazione del popolo britannico attraverso i suoi rappresentanti in Parlamento che i poteri inerenti alla posizione del Trattato sono quelli che li abbiamo proclamati essere negli ultimi dieci anni". Egli continuò a presentare lo statuto come in gran parte il frutto degli sforzi dello Stato Libero per garantire agli altri Dominion gli stessi benefici di cui godeva già ai sensi del trattato. Lo Statuto di Westminster ebbe l'effetto di concedere allo Stato Libero d'Irlanda un'indipendenza riconosciuta a livello internazionale.
Éamon de Valera condusse il Fianna Fáil alla vittoria nelle elezioni dello Stato libero del 1932 su una piattaforma di repubblicanizzazione dello Stato libero dall'interno. Dopo essere entrato in carica, De Valera iniziò a rimuovere gli elementi monarchici della Costituzione, a cominciare dal Giuramento di fedeltà. De Valera inizialmente pensò di invocare lo Statuto di Westminster per apportare queste modifiche, ma John J. Hearne gli consigliò di non farlo. L'abolizione del giuramento di fedeltà in vigore abrogò il trattato del 1921. In generale, gli inglesi pensavano che ciò fosse moralmente discutibile ma legalmente consentito dallo Statuto di Westminster. Robert Lyon Moore, un unionista del sud della Contea di Donegal, contestò la legalità dell'abolizione nel tribunali dello Stato Libero d'Irlanda e fece quindi appello al Comitato giudiziario del Consiglio privato (JCPC) di Londra. Tuttavia, lo Stato Libero aveva anche abolito il diritto di appello al JCPC. Nel 1935, il JCPC stabilì che entrambe le abolizioni erano valide ai sensi dello Statuto di Westminster. Lo Stato Libero, che nel 1937 venne rinominato Irlanda, lasciò il Commonwealth nel 1949 dopo l'entrata in vigore del suo Republic of Ireland Act.

### Nuova Zelanda
Il Parlamento della Nuova Zelanda adottò lo Statuto di Westminster approvando il suo Statute of Westminster Adoption Act 1947 nel novembre 1947. Il New Zealand Constitution Amendment Act, approvato lo stesso anno, autorizzava il parlamento neozelandese a modificare la costituzione, ma non rimuoveva la capacità del parlamento britannico di legiferare sulla costituzione neozelandese. Il ruolo rimanente del Parlamento britannico venne rimosso dal Constitution Act 1986 della Nuova Zelanda e lo Statuto di Westminster venne abrogato nella sua interezza.

### Terranova
Il Dominion di Terranova non ha mai adottato lo Statuto di Westminster, soprattutto a causa dei problemi finanziari e della corruzione. Su richiesta del governo del Dominion, il Regno Unito istituì la Commissione di governo nel 1934, riprendendo il governo diretto di Terranova.

### Unione del Sudafrica
Sebbene l'Unione del Sudafrica non fosse tra i dominion che avevano bisogno di adottare lo Statuto di Westminster perché entrasse in vigore, vennero approvate due leggi per confermare lo status del Sudafrica come stato completamente sovrano: lo Status of the Union Act del 1934 e le Royal Executive Functions ed il Seals Act del 1934.

## Implicazioni per la successione al trono

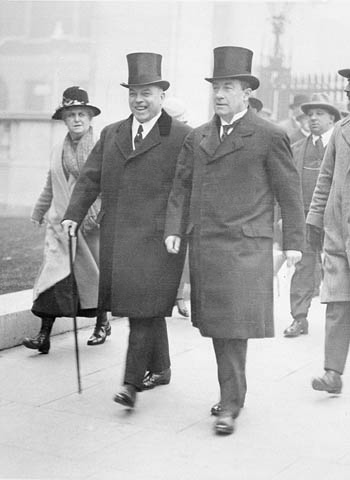
Il primo ministro canadese William Lyon Mackenzie King (a sinistra) ed il suo omologo britannico Stanley Baldwin (a destra), 1926

Il preambolo dello Statuto di Westminster stabilisce le convenzioni che riguardano i tentativi di modificare le regole di successione alla Corona. Il secondo comma del preambolo dello statuto recita:
Ciò significa, ad esempio, che qualsiasi modifica in qualsiasi ambito alle disposizioni dell'Act of Settlement che esclude i cattolici dal trono avrebbe richiesto l'assenso unanime dei parlamenti di tutti gli altri reami del Commonwealth se si voleva mantenere l'aspetto condiviso della Corona. Il preambolo non conteneva di per sé disposizioni esecutive, ma si limitava ad esprimere una convenzione costituzionale, seppur fondamentale alla base del rapporto tra i reami del Commonwealth. (In quanto nazioni sovrane, ciascuna era libera di ritirarsi dall'accordo, utilizzando il rispettivo processo di emendamento costituzionale). Inoltre, secondo la sezione 4, se un reame avesse desiderato che una legge britannica che modificava l'Act of Settlement nel Regno Unito fosse diventata parte delle leggi di quel reame, modificando così l'Act of Settlement in quel reame, avrebbe dovuto richiedere ed acconsentire al Regno Unito la legge e la legge britannica avrebbe dovuto dichiarare che tale richiesta e consenso erano stati dati. Tuttavia, la sezione 4 dello Statuto di Westminster venne abrogata in un certo numero di reami e sostituita da altre clausole costituzionali che vietavano assolutamente al parlamento britannico di legiferare per tali reami.
Ciò sollevò alcune preoccupazioni logistiche, in quanto avrebbe significato che più parlamenti avrebbero dovuto tutti acconsentire a qualsiasi cambiamento futuro in qualsiasi ambito della sua linea di successione, come con le proposte dell'Accordo di Perth di abolire la primogenitura patriarcale.

### L'abdicazione di Edoardo VIII

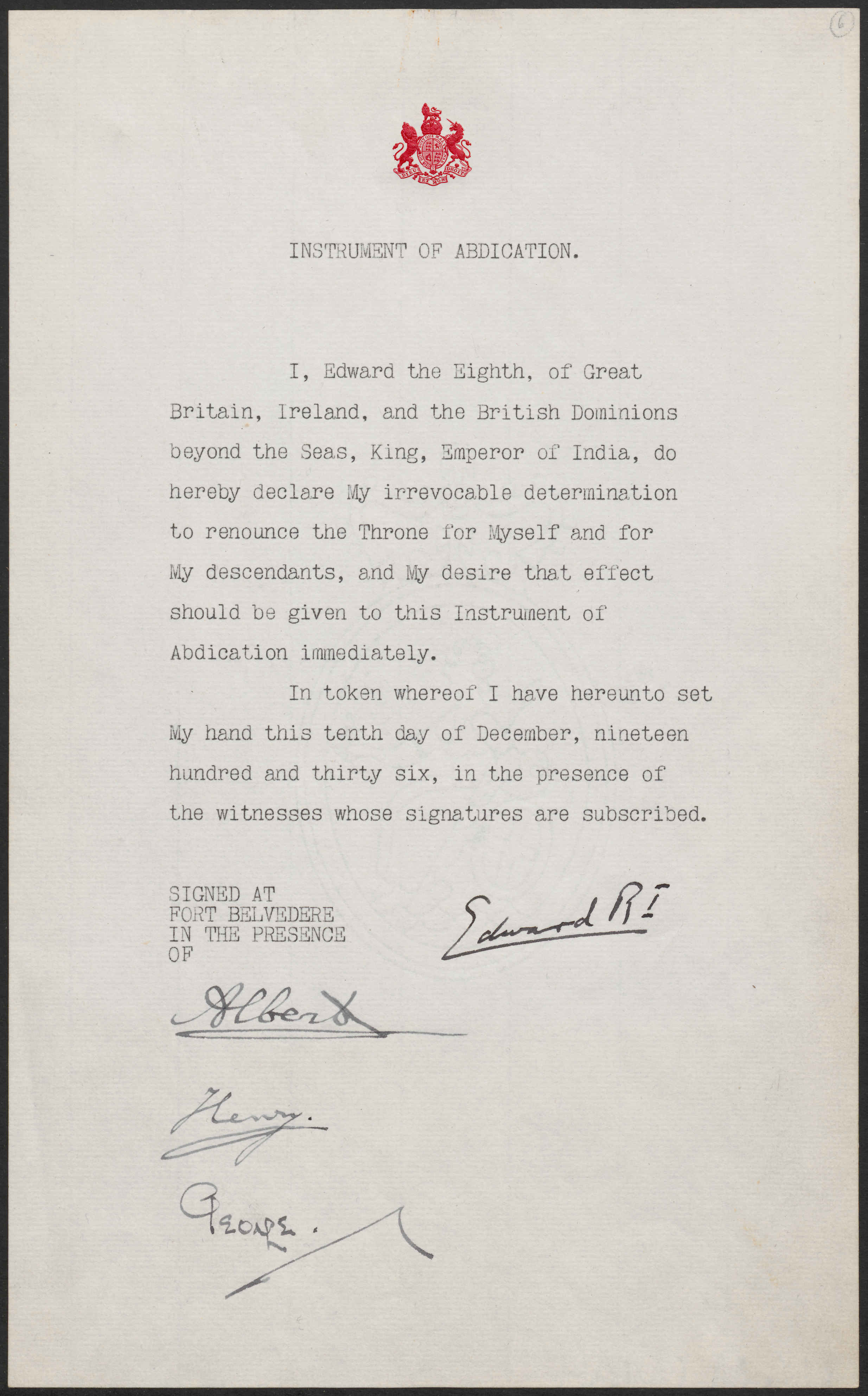
Strumento di abdicazione firmato da Edoardo VIII e dai suoi tre fratelli, Albert, Henry e George, 10 dicembre 1936

Durante la crisi per l'abdicazione nel 1936, il primo ministro britannico Stanley Baldwin consultò i primi ministri del Commonwealth su richiesta di re Edoardo VIII. Il re voleva sposare Wallis Simpson, che Baldwin ed altri politici britannici consideravano inaccettabile come regina, poiché era una divorziata americana. Baldwin riuscì a convincere gli allora cinque primi ministri del Dominion ad essere d'accordo con ciò e quindi a registrare la loro disapprovazione ufficiale per il matrimonio programmato del re. Il re in seguito chiese ai primi ministri del Commonwealth di essere consultati su un piano di compromesso, in cui avrebbe sposato Simpson con un matrimonio morganatico in base al quale lei non sarebbe diventata regina. Sotto la pressione di Baldwin, anche questo piano venne rifiutato dai Dominion. Tutti questi negoziati avvennero a livello diplomatico e non andarono mai nei parlamenti del Commonwealth. Tuttavia, la legislazione abilitante che consentiva l'effettiva abdicazione (His Majesty's Declaration of Abdication Act 1936) richiedeva l'approvazione di ciascun parlamento del Dominion e la richiesta e il consenso dei governi dei Dominion in modo da consentirgli di essere parte della legge di ogni Dominion. Per convenienza e per evitare imbarazzi, il governo britannico aveva suggerito ai governi dei Dominion di considerare chiunque fosse il monarca del Regno Unito come automaticamente il loro monarca. Tuttavia, i Dominion lo rifiutarono; Il primo ministro del Canada William Lyon Mackenzie King sottolineò che lo Statuto di Westminster richiedeva la richiesta e il consenso del Canada a qualsiasi legislazione approvata dal parlamento britannico prima che potesse entrare a far parte delle leggi canadesi ed influenzare la linea di successione in Canada. Il testo della legge britannica affermava che il Canada richiese ed acconsentì (l'unico Dominion a fare formalmente entrambe le cose) alla legge applicabile in Canada ai sensi dello Statuto di Westminster, mentre l'Australia, la Nuova Zelanda e l'Unione del Sudafrica semplicemente acconsentirono.
Nel febbraio 1937, il parlamento sudafricano diede formalmente il suo assenso approvando l'His Majesty King Edward the Eighth's Abdication Act, 1937, che dichiarava che Edoardo VIII aveva abdicato il 10 dicembre 1936; che lui e i suoi eventuali discendenti non avrebbero avuto alcun diritto di successione al trono; e che il Royal Marriages Act 1772 non si sarebbe applicato a lui o ai suoi eventuali discendenti. La mossa venne fatta in gran parte per scopi simbolici, in un tentativo del primo ministro J. B. M. Hertzog di affermare l'indipendenza del Sudafrica dalla Gran Bretagna. In Canada, il parlamento federale approvò il Succession to the Throne Act 1937, per approvare l'atto di dichiarazione di abdicazione di Sua Maestà e ratificare la richiesta ed il consenso del governo. Nello Stato Libero d'Irlanda, il primo ministro Éamon de Valera usò la partenza di Edoardo VIII come un'opportunità per rimuovere ogni menzione esplicita del monarca dalla Costituzione dello Stato Libero d'Irlanda, attraverso il Constitution (Amendment No. 27) Act 1936, approvato l'11 dicembre 1936. Il giorno successivo, l'External Relations Act prevedeva che il re svolgesse alcune funzioni diplomatiche, se autorizzato dalla legge; la stessa legge introdusse anche lo strumento di abdicazione di Edoardo VIII in vigore ai fini della legge irlandese (s. 3 (2)). Una nuova Costituzione d'Irlanda, con un presidente, venne approvata dagli elettori irlandesi nel 1937, con lo Stato Libero d'Irlanda che divenne semplicemente "Irlanda", o, in lingua irlandese, Éire. Tuttavia, il capo di stato dell'Irlanda rimase non chiaro fino al 1949, quando l'Irlanda divenne senza ambiguità una repubblica al di fuori del Commonwealth delle nazioni promulgando il Republic of Ireland Act.

### Annotazioni
1. ↑  Titolo breve come conferito dalla sezione 12 della legge. Quando originariamente emanato, il titolo conteneva una virgola, che recitava "Statuto di Westminster, 1931". La virgola venne rimossa da un emendamento alla legge in una data successiva. La convenzione moderna per la citazione di titoli brevi nel Regno Unito consiste nell'omettere la virgola che precede la data.

### Fonti
1. ↑   Andrew Mackinlay, Early day motion 895: Morganatic Marriage and the Statute of Westminster 1931, su parliament.uk, Queen's Printer, 10 marzo 2005. URL consultato il 5 novembre 2011 (archiviato il 4 marzo 2016).
2. 1 2   Anne Twomey, Professor Anne Twomey – Succession to the Crown: foiled by Canada?, University College London, 18 settembre 2014.
3. ↑  Statute of Westminster, 1931, p. 3.
«No Act of Parliament of the United Kingdom passed after the commencement of this Act shall extend, or be deemed to extend, to a Dominion as part of the law of that Dominion, unless it is expressly declared in that Act that that Dominion has requested, and consented to, the enactment thereof.»
4. ↑  Statute of Westminster, 1931, p. 2.
«No law and no provision of any law made after the commencement of this Act by the Parliament of a Dominion shall be void or inoperative on the ground that it is repugnant to the Law of England, or to the provisions of any existing or future Act of Parliament of the United Kingdom, or to any order, rule or regulation made under any such Act, and the powers of the Parliament of a Dominion shall include the power to repeal or amend any such Act, order, rule or regulation in so far as the same is part of the law of the Dominion.»
5. ↑   Anne Twomey, Changing the Rules of Succession to the Throne, Sydney Law School, ottobre 2011,  p. 11.
6. 1 2 3  Twomey, 2011, p. 10.
7. ↑   Proclamation of the Constitution Act, 1982, su canada.ca, Governo del Canada, 5 maggio 2014. URL consultato il 10 febbraio 2017 (archiviato l'11 febbraio 2017).
8. ↑   A statute worth 75 cheers, in Globe and Mail, Toronto, 17 marzo 2009. URL consultato il 17 febbraio 2017 (archiviato l'11 febbraio 2017).
9. ↑   Christa Couture, Canada is celebrating 150 years of… what, exactly?, su CBC, 1º gennaio 2017. URL consultato il 10 febbraio 2017 (archiviato il 10 febbraio 2017).
«[...] the Constitution Act itself cleaned up a bit of unfinished business from the Statute of Westminster in 1931, in which Britain granted each of the Dominions full legal autonomy if they chose to accept it. All but one Dominion — that would be us, Canada — chose to accept every resolution. Our leaders couldn't decide on how to amend the Constitution, so that power stayed with Britain until 1982.»
10. ↑   Ufficio del Consiglio Privato, Intergovernmental Affairs > History > Why, in 1931, Canada Chose Not to Exercise its Full Autonomy as Provided for Under the Statute of Westminster, su pco-bcp.gc.ca, Queen's Printer for Canada. URL consultato il 21 giugno 2013 (archiviato dall'url originale il 5 agosto 2014).
11. ↑  Criminal Code Amendment Act, S.C. 1932–33, c. 53, s. 17
12. ↑  Supreme Court Amendment Act, S.C. 1949 (2ª sessione), c. 37, s. 3
13. ↑   Anne Twomey, The royal succession and the de-patriation of the Canadian Constitution, su blogs.usyd.edu.au, 4 febbraio 2013. URL consultato il 4 marzo 2017 (archiviato dall'url originale il 26 aprile 2013).
14. 1 2 3 4   Thomas Mohr, British Imperial Statutes and Irish Sovereignty: Statutes Passed After the Creation of the Irish Free State, in Journal of Legal History, vol. 32, n. 1, 2011,  pp. 61-85, DOI:10.1080/01440365.2011.559120. URL consultato il 4 febbraio 2015 (archiviato il 4 febbraio 2015).
15. ↑   Thomas Mohr, British Imperial Statutes and Irish Law: Imperial Statutes Passed Before the Creation of the Irish Free State, in Journal of Legal History, vol. 31, n. 3, 2010,  pp. 299-321, DOI:10.1080/01440365.2010.525930. URL consultato il 12 marzo 2015 (archiviato il 2 aprile 2015).
16. ↑   Dáil Éireann debate – Friday, 17 Jul 1931, su debates.oireachtas.ie, 17 luglio 1931. URL consultato il 18 marzo 2011 (archiviato il 26 ottobre 2011).
17. ↑   Seanad Éireann debate – Thursday, 23 Jul 1931, su debates.oireachtas.ie, 23 luglio 2011. URL consultato il 18 marzo 2011 (archiviato il 26 ottobre 2011).
18. ↑  Statute of Westminster, 1931, p. 4-5, artt. 1 e 10.
19. ↑   NEW CLAUSE.—(Saving with respect to Irish Free State and Northern Ireland.) (Hansard, 24 November 1931), su hansard.millbanksystems.com. URL consultato il 18 marzo 2011 (archiviato il 20 ottobre 2012).
20. 1 2   Press statement by Patrick McGilligan on the Statute of Westminster, Dublin, su Documents on Irish Foreign Policy, Royal Irish Academy, 11 dicembre 1931,  p. No. 617 NAI DFA 5/3. URL consultato il 5 gennaio 2011 (archiviato il 23 settembre 2015).
21. 1 2   Moore v Attorney General (RTF) (archiviato dall'url originale il 14 marzo 2012). [1935] 1 I.R.
22. ↑   electronic Irish Statute Book (eISB), su irishstatutebook.ie. URL consultato il 18 marzo 2011 (archiviato il 19 gennaio 2012).
23. ↑  A.E. Currie, New Zealand and the Statute of Westminster, 1931 (Butterworth, 1944).
24. ↑   Jeff A. Webb, The Commission of Government, 1934–1949, su heritage.nf.ca, Newfoundland and Labrador Heritage Web Site (2007, gennaio 2003. URL consultato il 10 agosto 2008 (archiviato il 20 dicembre 2014).
25. ↑   John Dugard, Daniel L. Bethlehem e Max Du Plessis, International law: a South African perspective, Juta & Co., 2005,  p. 19, ISBN 978-0-7021-7121-5.
26. ↑   Consent given for change to royal succession rules, in BBC News. URL consultato l'8 dicembre 2012 (archiviato il 7 dicembre 2012).
27. ↑   E. C. S. W., Declaration of Abdication Act, 1936, in Modern Law Review, vol. 1, n. 1, giugno 1937,  pp. 64-66.
28. ↑  May. H.J. (1949). The South African Constitution
29. ↑   Executive Authority (External Relations) Act, 1936, su Irish Statute Book. URL consultato il 25 gennaio 2019 (archiviato il 25 gennaio 2019).